# Premio Pritzker
Il Pritzker Architecture Prize viene assegnato ogni anno per onorare annualmente un architetto vivente, le cui opere realizzate dimostrano una combinazione di talento, visione e impegno, e che ha prodotto contributi consistenti e significativi all'umanità e all'ambiente costruito attraverso l'arte dell'architettura.  

## Descrizione
Nato nel 1979 per volontà di Jay Pritzker e di sua moglie Cindy, il premio è sostenuto dalla famiglia Pritzker, sponsorizzato dalla Hyatt Foundation ed è considerato uno dei principali premi per l'architettura nel mondo; è spesso citato come il Premio Nobel per l'architettura. I vincitori ricevono 100.000 US$, un attestato e, dal 1987, una medaglia di bronzo. I disegni sulla medaglia sono ispirati al lavoro dell'architetto Louis Sullivan, mentre l'iscrizione inglese, firmness, commodity, delight, sul verso della medaglia richiama i tre principi dell'architettura secondo l'architetto dell'antica Roma Vitruvio: firmitas, utilitas, venustas. Prima del 1987, una scultura ad edizione limitata dello scultore Henry Moore accompagnava il premio in denaro.

## Elenco dei premiati
Il primo architetto insignito del Pritzker Prize è stato Philip Johnson.  L'anglo-irachena Zaha Hadid è stata la prima donna ad aggiudicarsi il premio. Ryūe Nishizawa nel 2010, all'età di 44 anni, è stato il più giovane tra i vincitori.
| Anno | Vincitore                                     | Nazionalità           | Foto                                                                | Luogo della cerimonia                                               | Nota          |
| ---- | --------------------------------------------- | --------------------- | ------------------------------------------------------------------- | ------------------------------------------------------------------- | ------------- |
| 1979 | Philip Johnson                                | Stati Uniti           | The inaugural laureate Philip Johnson behind an architectural model | Dumbarton Oaks, Washington                                          | [ 11 ]        |
| 1980 | Luis Barragán                                 | Messico               |                                                                     | Dumbarton Oaks, Washington                                          | [ 5 ]         |
| 1981 | Sir James Stirling                            | Gran Bretagna         |                                                                     | National Building Museum, Washington                                | [ 12 ]        |
| 1982 | Kevin Roche                                   | Irlanda Stati Uniti   |                                                                     | Art Institute of Chicago, Chicago                                   | [ 3 ]         |
| 1983 | Ieoh Ming Pei                                 | Stati Uniti           |                                                                     | Metropolitan Museum of Art, New York                                | [ 13 ]        |
| 1984 | Richard Meier                                 | Stati Uniti           |                                                                     | National Gallery of Art, Washington                                 | [ 3 ]         |
| 1985 | Hans Hollein                                  | Austria               |                                                                     | Huntington Library, San Marino                                      | [ 3 ]         |
| 1986 | Gottfried Böhm                                | Germania Ovest        |                                                                     | Worshipful Company of Goldsmiths, Londra                            | [ 3 ]         |
| 1987 | Kenzō Tange                                   | Giappone              |                                                                     | Kimbell Art Museum, Fort Worth                                      | [ 14 ]        |
| 1988 | Gordon Bunshaft                               | Stati Uniti           | –                                                                   | Art Institute of Chicago, Chicago                                   | [ 3 ]         |
| 1988 | Oscar Niemeyer                                | Brasile               |                                                                     | Art Institute of Chicago, Chicago                                   | [ 3 ]         |
| 1989 | Frank Gehry                                   | Canada Stati Uniti    |                                                                     | Tōdai-ji, Nara                                                      | [ 13 ]        |
| 1990 | Aldo Rossi                                    | Italia                |                                                                     | Palazzo Grassi, Venezia                                             | [ 15 ]        |
| 1991 | Robert Venturi                                | Stati Uniti           |                                                                     | Palazzo di Iturbide, Città del Messico                              | [ 16 ]        |
| 1992 | Álvaro Siza Vieira                            | Portogallo            |                                                                     | Harold Washington Library, Chicago                                  | [ 17 ]        |
| 1993 | Fumihiko Maki                                 | Giappone              |                                                                     | Castello di Praga, Praga                                            | [ 14 ]        |
| 1994 | Christian de Portzamparc                      | Francia               | –                                                                   | The Commons, Columbus                                               | [ 18 ]        |
| 1995 | Tadao Andō                                    | Giappone              |                                                                     | Reggia di Versailles, Versailles                                    | [ 19 ]        |
| 1996 | Rafael Moneo                                  | Spagna                |                                                                     | Getty Center, Los Angeles                                           | [ 13 ]        |
| 1997 | Sverre Fehn                                   | Norvegia              |                                                                     | Guggenheim Museum, Bilbao                                           | [ 20 ]        |
| 1998 | Renzo Piano                                   | Italia                |                                                                     | Centro Georges Pompidou, Parigi                                     | [ 21 ]        |
| 1999 | Norman Foster                                 | Gran Bretagna         | 1999 winner Norman Foster, giving a speech behind a lecturn         | Altes Museum, Berlino                                               | [ 13 ]        |
| 2000 | Rem Koolhaas                                  | Paesi Bassi           |                                                                     | Jerusalem Archaeological Park, Gerusalemme                          | [ 22 ]        |
| 2001 | Herzog & de Meuron                            | Svizzera              |                                                                     | Monticello, Charlottesville                                         | [ 23 ]        |
| 2002 | Glenn Murcutt                                 | Australia             |                                                                     | Campidoglio, Roma                                                   | [ 24 ]        |
| 2003 | Jørn Utzon                                    | Danimarca             |                                                                     | Real Academia de Bellas Artes de San Fernando, Madrid               | [ 25 ]        |
| 2004 | Zaha Hadid                                    | Iraq Gran Bretagna    |                                                                     | Museo dell'Hermitage, San Pietroburgo                               | [ 13 ]        |
| 2005 | Thom Mayne                                    | Stati Uniti           | –                                                                   | Jay Pritzker Pavilion, Chicago                                      | [ 26 ]        |
| 2006 | Paulo Mendes da Rocha                         | Brasile               |                                                                     | Palazzo di Dolmabahçe, Istanbul                                     | [ 27 ]        |
| 2007 | Richard Rogers                                | Gran Bretagna Italia  |                                                                     | Banqueting House, Londra                                            | [ 28 ]        |
| 2008 | Jean Nouvel                                   | Francia               |                                                                     | Library of Congress, Washington                                     | [ 13 ] [ 29 ] |
| 2009 | Peter Zumthor                                 | Svizzera              |                                                                     | Palazzo della Legislatura della Città di Buenos Aires, Buenos Aires | [ 13 ] [ 30 ] |
| 2010 | Kazuyo Sejima e Ryūe Nishizawa (SANAA)        | Giappone              |                                                                     | Ellis Island, New York                                              | [ 13 ]        |
| 2011 | Eduardo Souto de Moura                        | Portogallo            |                                                                     | Andrew W. Mellon Auditorium, Washington                             | [ 31 ]        |
| 2012 | Wang Shu                                      | Cina                  |                                                                     | Grande Sala del Popolo, Pechino                                     | [ 32 ]        |
| 2013 | Toyoo Itō                                     | Giappone              |                                                                     | John F. Kennedy Library, Boston                                     | [ 33 ]        |
| 2014 | Shigeru Ban                                   | Giappone              |                                                                     | Rijksmuseum, Amsterdam                                              | [ 34 ]        |
| 2015 | Frei Paul Otto                                | Germania              | –                                                                   | New World Center, Miami                                             |               |
| 2016 | Alejandro Aravena                             | Cile                  |                                                                     | Ufficio delle Nazioni Unite, New York                               |               |
| 2017 | Rafael Aranda e Carme Pigem (RCR Arquitectes) | Spagna                |                                                                     | Akasaka Palace, Tokyo                                               |               |
| 2018 | Balkrishna Doshi                              | India                 |                                                                     | Aga Khan Museum, Toronto                                            |               |
| 2019 | Arata Isozaki                                 | Giappone              |                                                                     | Reggia di Versailles, Versailles                                    | [ 36 ]        |
| 2020 | Yvonne Farrell e Shelley McNamara             | Irlanda               |                                                                     | Online                                                              | [ 37 ]        |
| 2021 | Anne Lacaton e Jean-Philippe Vassal           | Francia               |                                                                     | Online                                                              | [ 38 ]        |
| 2022 | Diébédo Francis Kéré                          | Burkina Faso Germania |                                                                     | The Marshall Building, Londra                                       | [ 39 ]        |
| 2023 | David Chipperfield                            | Gran Bretagna         |                                                                     | Atene                                                               | [ 40 ]        |
| 2024 | Riken Yamamoto                                | Giappone              |                                                                     | Art Institute of Chicago                                            | [ 41 ]        |
| 2025 | Liu Jiakun                                    | Cina                  |                                                                     | Abu Dhabi                                                           | [ 42 ]        |